# Notre-Dame-des-Érables
Pour les articles homonymes, voir Notre-Dame.
Notre-Dame-des-Érables est un district de services locaux (DSL) canadien du comté de Gloucester, au Nord-Est du Nouveau-Brunswick. Plus précisément, il est situé le long de la route 340 dans une érablière, dans les hautes terres de la Péninsule acadienne. Il comprend Notre-Dame-des-Érables à proprement parler ainsi que les hameaux de Rocheville, au Nord-Ouest, et Val-Doucet, au Sud. Le nom légal du DSL est Paroisse Notre-Dame-des-Érables, sans article. Dans le cadre de la réforme de la gouvernance locale du 1er janvier 2023, le DSL a été annexé à la nouvelle ville de Hautes-Terres.
Le village est fondé en 1936 afin d'aider les familles acadiennes victimes de la Grande Dépression. L'économie est basée sur l'exploitation forestière, par la présence du plus grand fabricant canadien de couronnes de l'avant, des bleuetières et une scierie. Le taux de chômage est toutefois très élevé.

## Toponymie

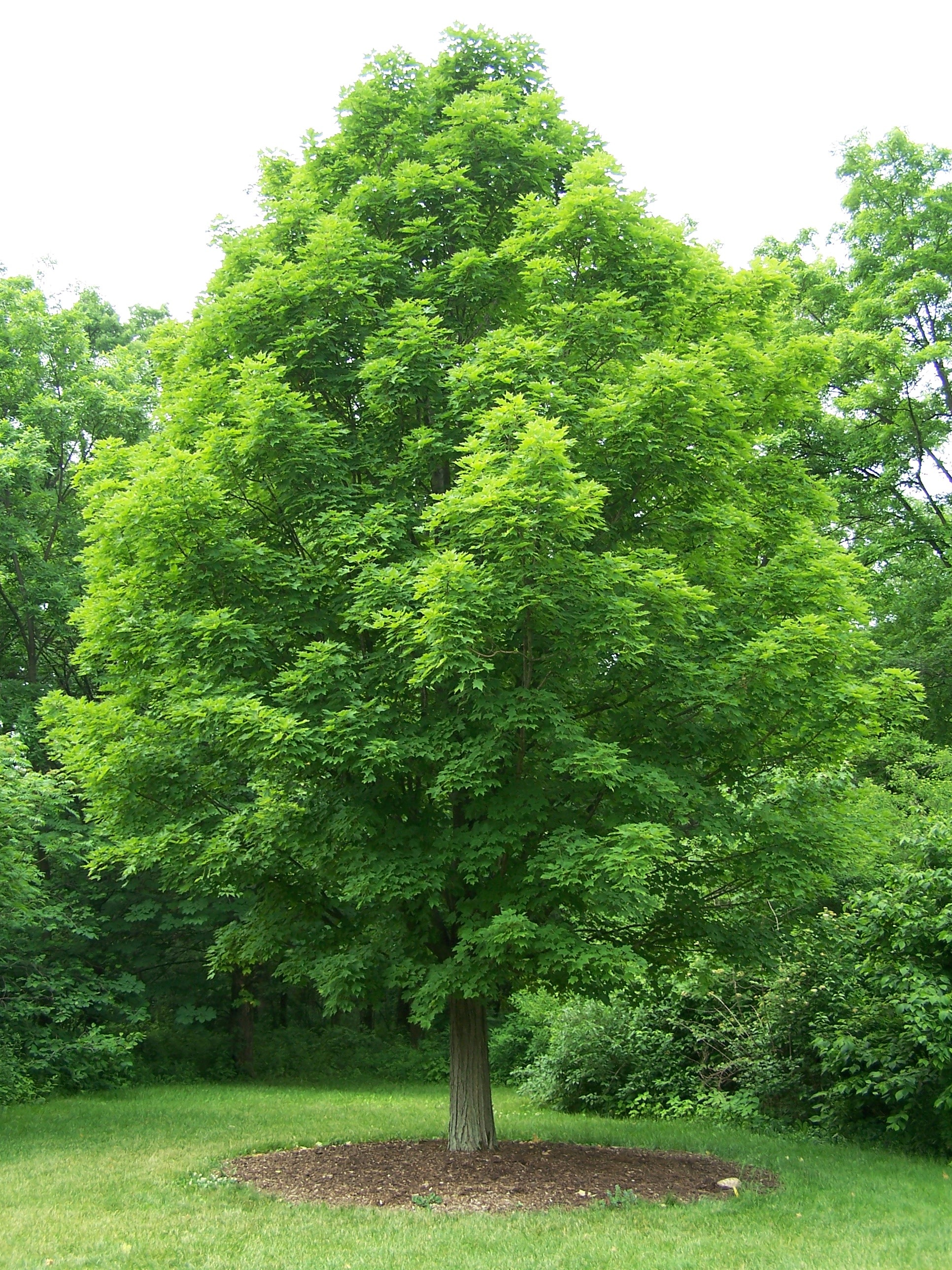
Un érable à sucre.

Notre-Dame-des-Érables est nommé ainsi d'après la Vierge Marie et parce qu'il y a une forêt d'érables. Le hameau de Val-Doucet est nommé en l'honneur de Joseph André Doucet, homme politique né en 1880 à l'île d'Anticosti et décédé en 1963 à Paquetville. Rocheville est nommé ainsi en l'honneur de Joseph Roche, le premier prêtre résident du village.

## Géographie

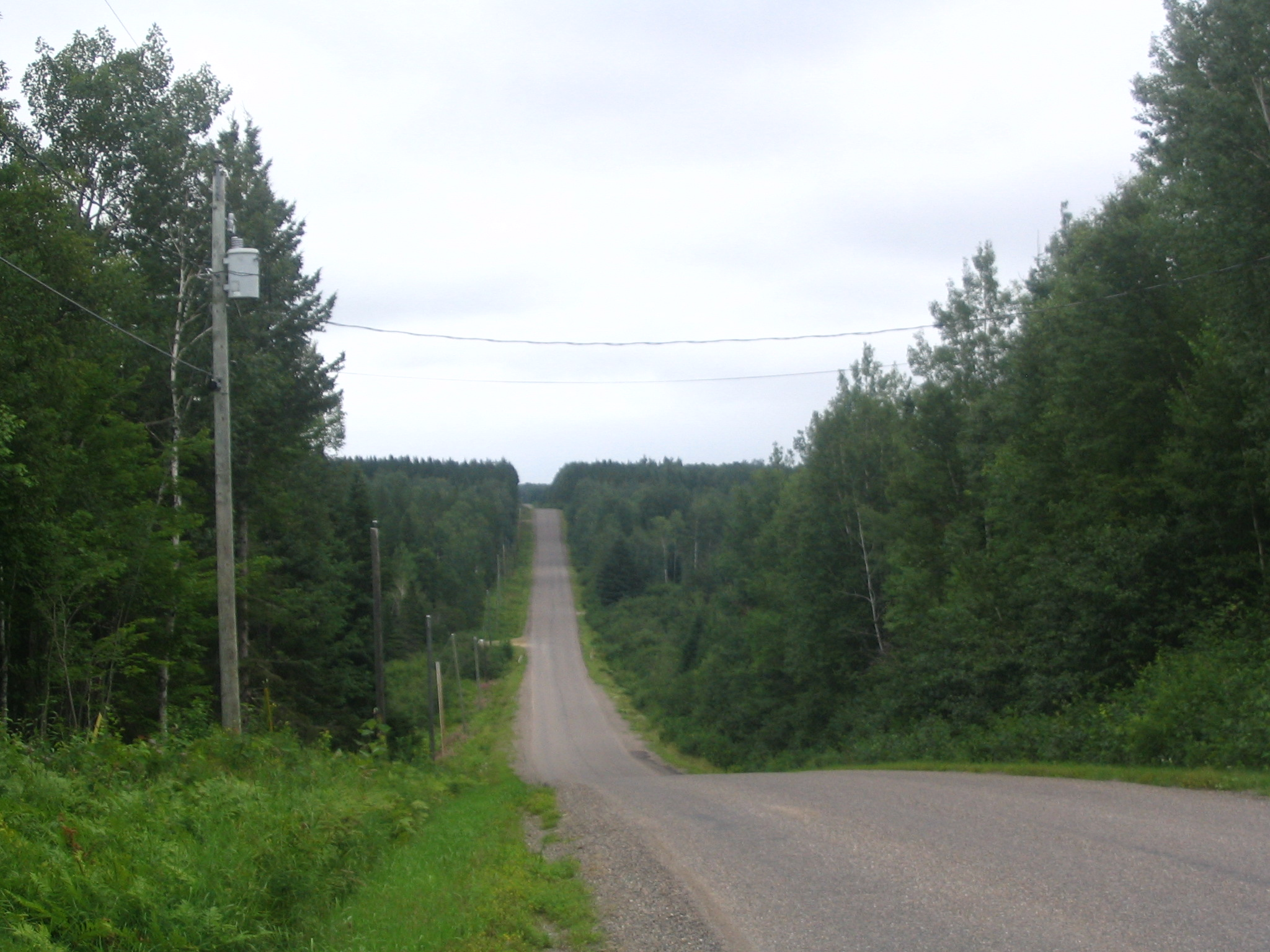
La côte du Nez Pointu, en regardant vers l'est.

### Situation
Notre-Dame-des-Érables est situé à près de 25 kilomètres à vol d'oiseau et à 40 kilomètres de route à l'est de Bathurst, dans les hautes terres de la péninsule acadienne. Le village a une superficie de 89,36 km2.
Notre-Dame-des-Érables est limitrophe de la paroisse de Paquetville au nord-est, à l'est et au sud, de New Bandon-Salmon Beach à l'ouest et au nord-ouest et de New Bandon au nord. Le village de Paquetville est situé à quelques kilomètres à l'est. La partie de la paroisse de Paquetville située au sud de Notre-Dame-des-Érables est surnommée la paroisse de Notre-Dame-des-Érables et est parfois comprise dans le territoire, par exemple pour des fins d'urbanisme.
Notre-Dame-des-Érables est généralement considérée comme faisant partie de l'Acadie.

### Hydrographie
Le principal cours d'eau est la rivière Pokemouche. Celle-ci prend sa source dans landes du Caribou à l'ouest du village et coule en direction sud-est. Ses principaux affluents sont le ruisseau Morrison (7 km) et le ruisseau à la Truite, long de 10 kilomètres.
La rivière Caraquet prend également sa source dans les landes du Caribou et passe dans le nord-ouest du territoire. Son principal affluent est le ruisseau Adams, long de 15 kilomètres.
Le principal lac est le lac Adams, long de plus de 300 mètres situé le long du ruisseau du même nom.

### Villages et hameaux
Notre-Dame-des-Érables est le village principal. Celui-ci est situé au sud de la rivière Caraquet. À trois kilomètres au sud et parallèle à celui-ci s'étend Val-Doucet. Ce village est un peu plus éparpillé, comprenant deux parties principales à l'ouest, séparées par ruisseau Morrisson, ainsi qu'un hameau situé un kilomètre plus loin à l'est, bâti sur le Nez Pointu, une petite colline faisant plus de 60 mètres de haut. Rocheville est un hameau situé à deux kilomètres au nord-ouest de Notre-Dame.

## Histoire

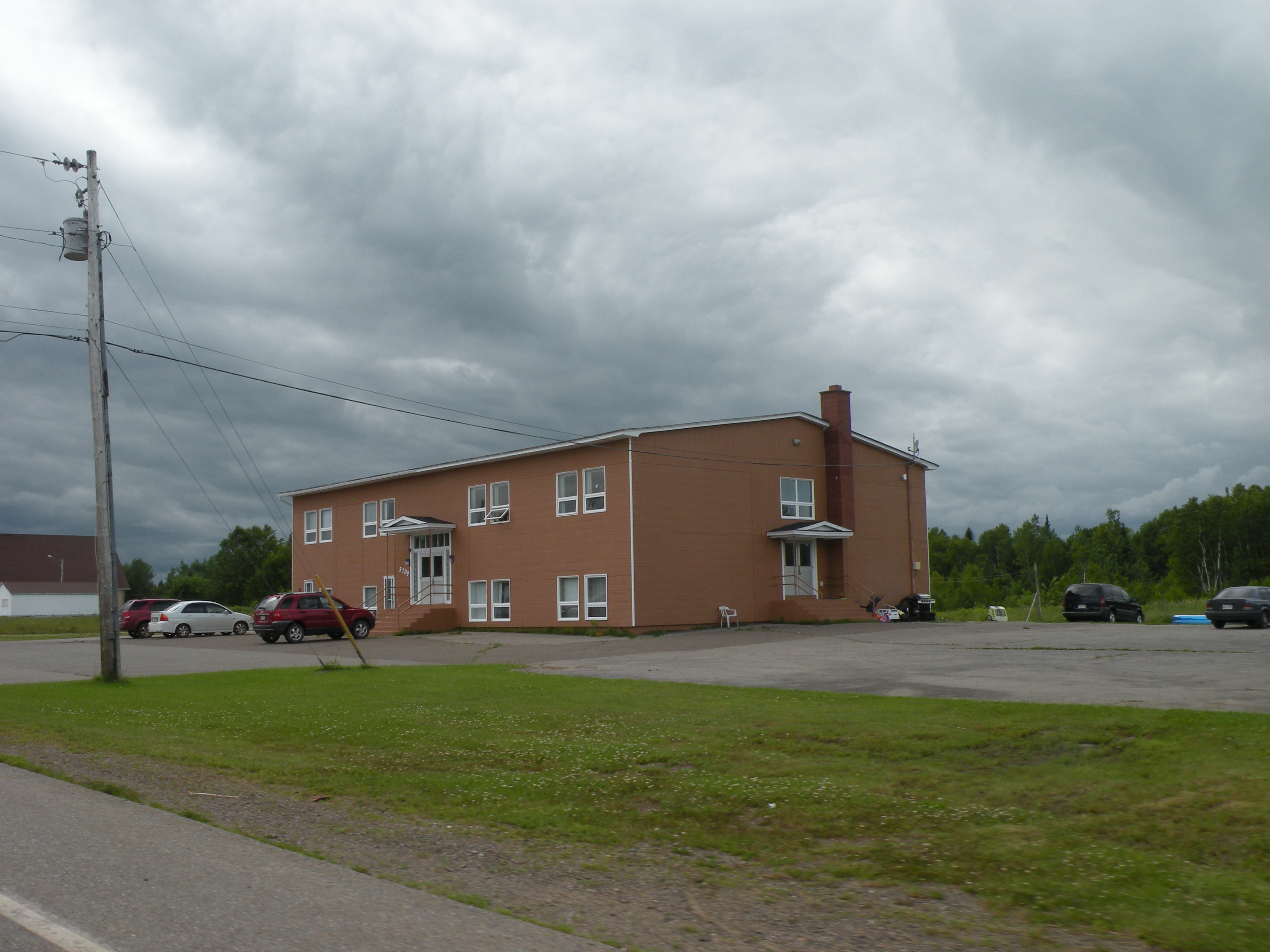
L'ancienne école.

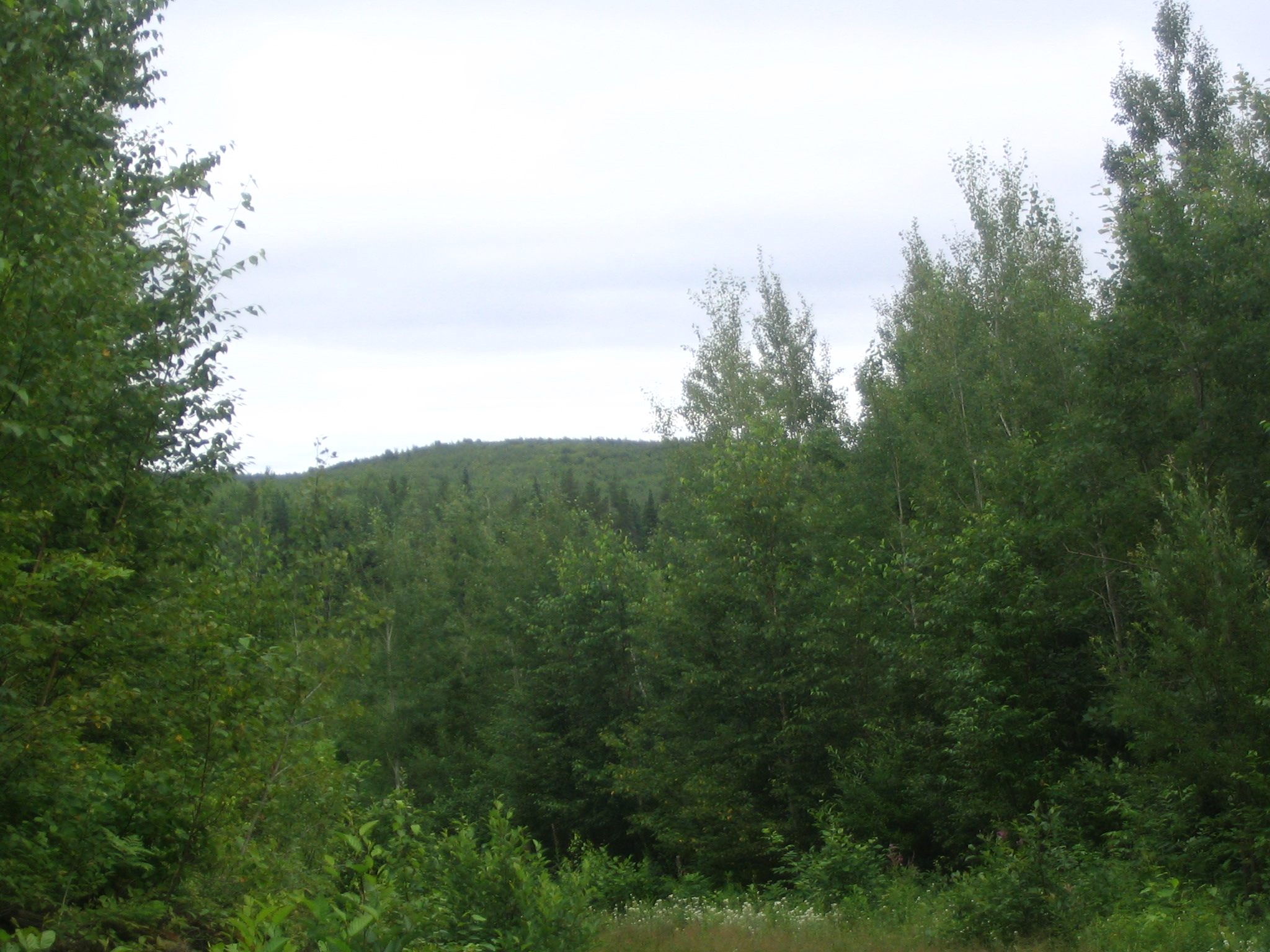
Une colline à Val-Doucet.

En 1825, le site de Notre-Dame-des-Érables est touché par les Grands feux de la Miramichi, qui dévastent entre 10 000 km2 et 20 000 km2 dans le centre et le nord-est de la province et tuent en tout plus de 280 personnes,.
Le village est fondé en 1936 pour aider les familles acadiennes de la région souffrant de la Grande Dépression. Le premier colon, Raphaël Ferron, est suivi par les familles de Paquetville, Caraquet, Pokemouche et Saint-Isidore; le tout sous la supervision du curé Stanislas Robichaud[réf. nécessaire].
Le hameau de Val-Doucet est fondé dans les années 1950[réf. nécessaire], lors d'une cérémonie consistant en l'abattage d'un arbre alors que les colons chantent l'Ave Maris Stella, l'hymne national de l'Acadie.
La paroisse de Notre-Dame-des-Érables est érigée canoniquement en 1952. En 1963, le père Benoît Rioux fait construire l'école Notre-Dame et fait venir les Filles Marie de l'Assomption pour y enseigner. En 1966, un projet du gouvernement provincial vise à créer des emplois dans le village, à l'époque extrêmement pauvre. Les principaux initiateurs du projet sont le curé de la paroisse, père Benoît Rioux; les agronomes François Blanchard et Armand Lavoie ainsi que le ministère de l'Agriculture. Un bail est signé en 1969 et la Coopérative Notre-Dame est créée le 23 mai 1970. Le but de cette coopérative est l'exploitation d'une bleuetière. Un nouveau bâtiment est construit en 2000, un poste d'achat des autres producteurs de la région est ouvert en 2002 et une usine d'empaquetage de bleuets frais est ouverte en 2005.
Un nouveau dépotoir est inauguré en 1982. La Brigade des pompiers de Notre-Dame-des-Érables est fondée en 1992.
En juin 1996, le gouvernement provincial annonce la fermeture de l'école élémentaire, les élèves devant être envoyés à Terre des Jeunes de Paquetville. Malgré une mobilisation des parents, l'école est tout de même fermée le 24 juillet de la même année,.
Jusque dans les années 1990, certains citoyens ont une conduite dangereuse en faisaient des « toupies » ou « shows de boucane » sur les routes. Les toupies sont organisées dans les jours, voir les semaines précédant le 15 août, et durent parfois jusque tard dans la nuit. Une intervention de l'escouade anti-émeute de la GRC met fin à cette activité. Cette pratique revient toutefois à la mode au cours des années suivantees. Des citoyens avertissent de l'arrivée des policiers au moyen de walkie-talkie. Ceux dénonçant l'activité font l'objet d'intimidation et de menaces.
Le 27 août 2008, une vingtaine de résidents de Rocheville manifestent et bloquent la route 340, exigeant qu'elle soit réparée avec de l'asphalte au lieu de la pierre concassée bitumée ; selon les manifestants, ce matériau est dangereux pour une route aussi fréquentée et ils affirment que le ministre des Transports du Nouveau-Brunswick, Denis Landry, avait promis l'asphaltage de la route, ce que ce dernier nie. Malgré un soutien politique, le ministre décide finalement de poursuivre les travaux,,. L'année suivante, une autre portion de la route est réparée en utilisant une nouvelle technique plus écologique, l'asphaltage tiède. Le ministre Landry affirme que les manifestations l'ont poussé à démontrer cette nouvelle technologie sur place.
Notre-Dame-des-Érables est l'une des localités organisatrices du IVe Congrès mondial acadien, en 2009.

## Chronologie municipale
- 1897: La paroisse de Paquetville est créé à partir d'une portion des paroisses de Caraquet et d'Inkerman, dans le comté de Gloucester[18],[19].
- 1939: Fondation de Notre-Dame-des-Érables.
- 1966: La municipalité du comté de Gloucester est dissoute et la paroisse devient le DSL de la paroisse de Paquetville. Le DSL de Notre-Dame-des-Érables et le village de Paquetville sont érigés dans la paroisse de Paquetville.

## Démographie
(août 2016).
Le village comptait 950 habitants en 2006, comparativement à 958 en 2001, soit une baisse de 0,8 %. Le village compte 412 logements privés, dont 392 sont occupés par des résidents habituels. La plupart des habitants sont Acadiens, francophones et catholiques.

## Administration

### Comité consultatif
En tant que district de services locaux, Notre-Dame-des-Érables est administré directement par le Ministère des Gouvernements locaux du Nouveau-Brunswick, secondé par un comité consultatif élu composé de cinq membres dont un président.

### Commission de services régionaux
Notre-Dame-des-Érables fait partie de la Région 4, une commission de services régionaux (CSR) devant commencer officiellement ses activités le 1er janvier 2013. Contrairement aux municipalités, les DSL sont représentés au conseil par un nombre de représentants proportionnel à leur population et leur assiette fiscale. Ces représentants sont élus par les présidents des DSL mais sont nommés par le gouvernement s'il n'y a pas assez de présidents en fonction. Les services obligatoirement offerts par les CSR sont l'aménagement régional, l'aménagement local dans le cas des DSL, la gestion des déchets solides, la planification des mesures d'urgence ainsi que la collaboration en matière de services de police, la planification et le partage des coûts des infrastructures régionales de sport, de loisirs et de culture; d'autres services pourraient s'ajouter à cette liste.

### Représentation
Nouveau-Brunswick: Notre-Dame-des-Érables fait partie de la circonscription de Bathurst-Est-Nepisiguit-Saint-Isidore, qui est représentée à l'Assemblée législative du Nouveau-Brunswick par Denis Landry, du Parti libéral. Il fut élu en 2014. Auparavant, le village faisait partie de la circonscription de Centre-Péninsule—Saint-Sauveur, représentée par Denis Landry de 2008 à 2014.
 Canada: Notre-Dame-des-Érables fait partie de la circonscription fédérale d'Acadie-Bathurst. Cette circonscription est représentée à la Chambre des communes du Canada par Yvon Godin, du NPD. Il fut élu lors de l'élection de 1997 contre le député sortant Doug Young, en raison du mécontentement provoqué par une réforme du régime d’assurance-emploi.

## Économie

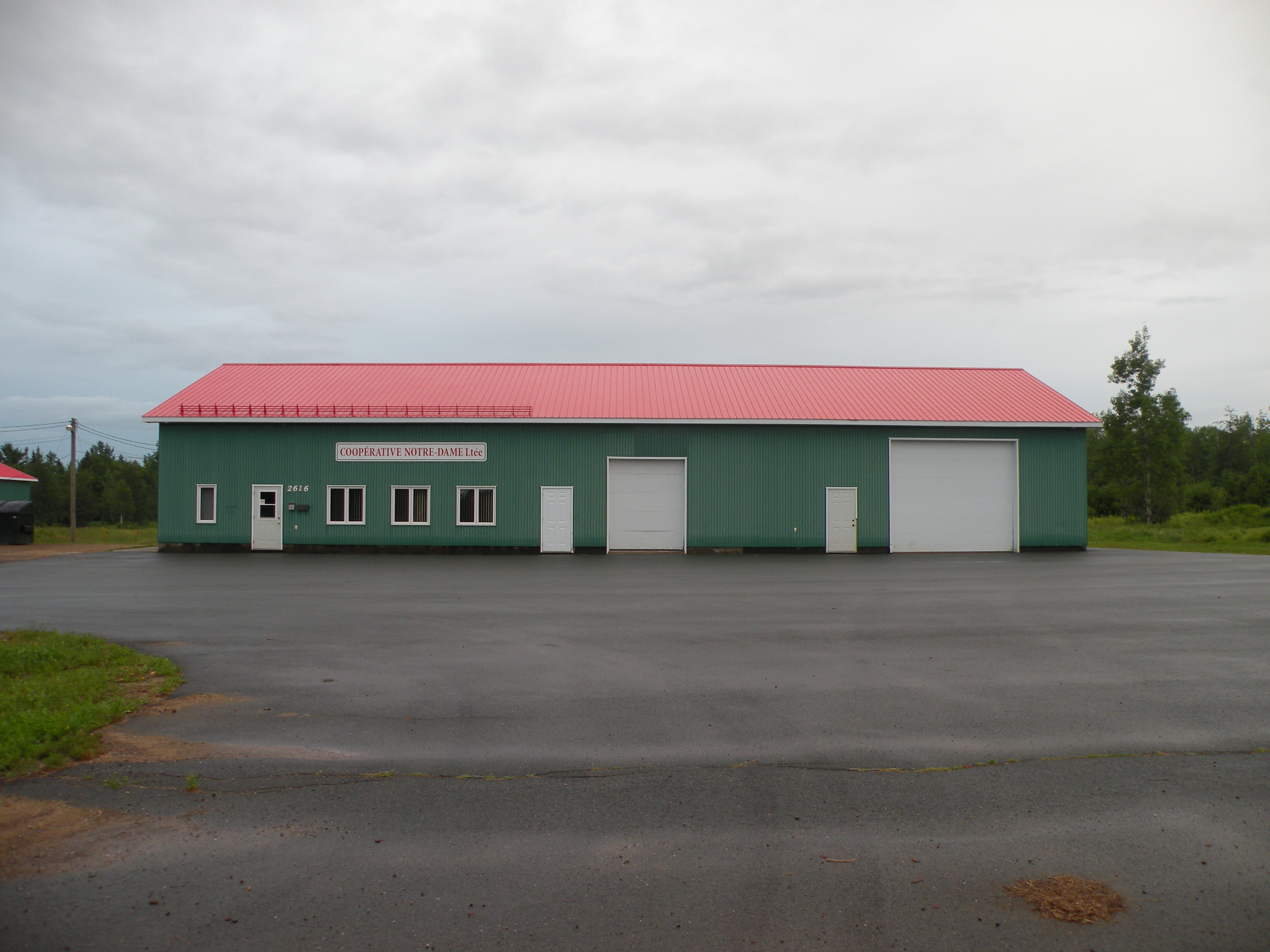
La Coopérative Notre-Dame-des-Érables.
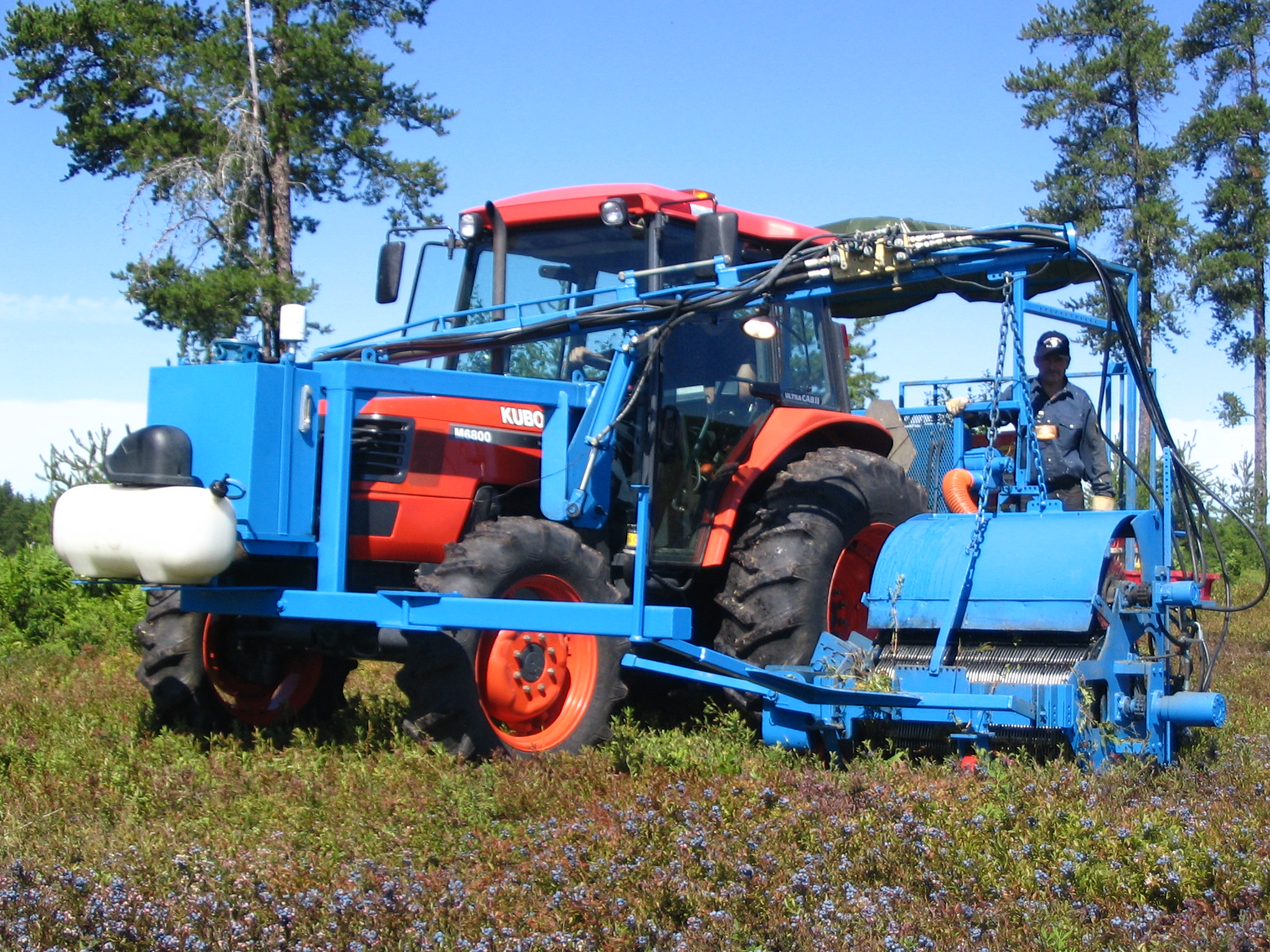
La culture du bleuet dans une bleuetière privée de Val-Doucet.

Entreprise Péninsule, un organisme basé à Tracadie-Sheila faisant partie du réseau Entreprise, a la responsabilité du développement économique de la région.
L'économie de la Péninsule acadienne est basée sur les ressources naturelles ainsi que les services et la fabrication. Il existe seulement des données précises pour le territoire incluant Notre-Dame-des-Érables et la paroisse de Paquetville; le taux de chômage y est très élevé. En fait, le développement au village est avant tout résidentiel et l'une des principales opportunités économiques est les emplois dans la fonction publique à Caraquet et Tracadie-Sheila. La population active est d'ailleurs très mobile et 20 % des hommes de la Péninsule travaillent à l'extérieur .
Notre-Dame-des-Érables compte en tout une dizaine de commerces. La coopérative Notre-Dame possède une bleuetière de 3,2 km2, dont 2,0 km2 sont exploités. Elles comptait 242 membres en 2007 et produisait 273 tonnes de bleuets sauvages en 2004. Il y a quelques fermes, faisant généralement de la culture du foin ou de l'élevage. Il y a également un apiculteur. Une partie des résidents travaillent dans l'exploitation forestière. À Val-Doucet se trouve le principal producteur de couronnes de Noël au Canada, Savoie Export. L'usine crée plus de 400 emplois saisonniers et produit environ trois quarts de million de décorations par année.

## Vivre à Notre-Dame-des-Érables

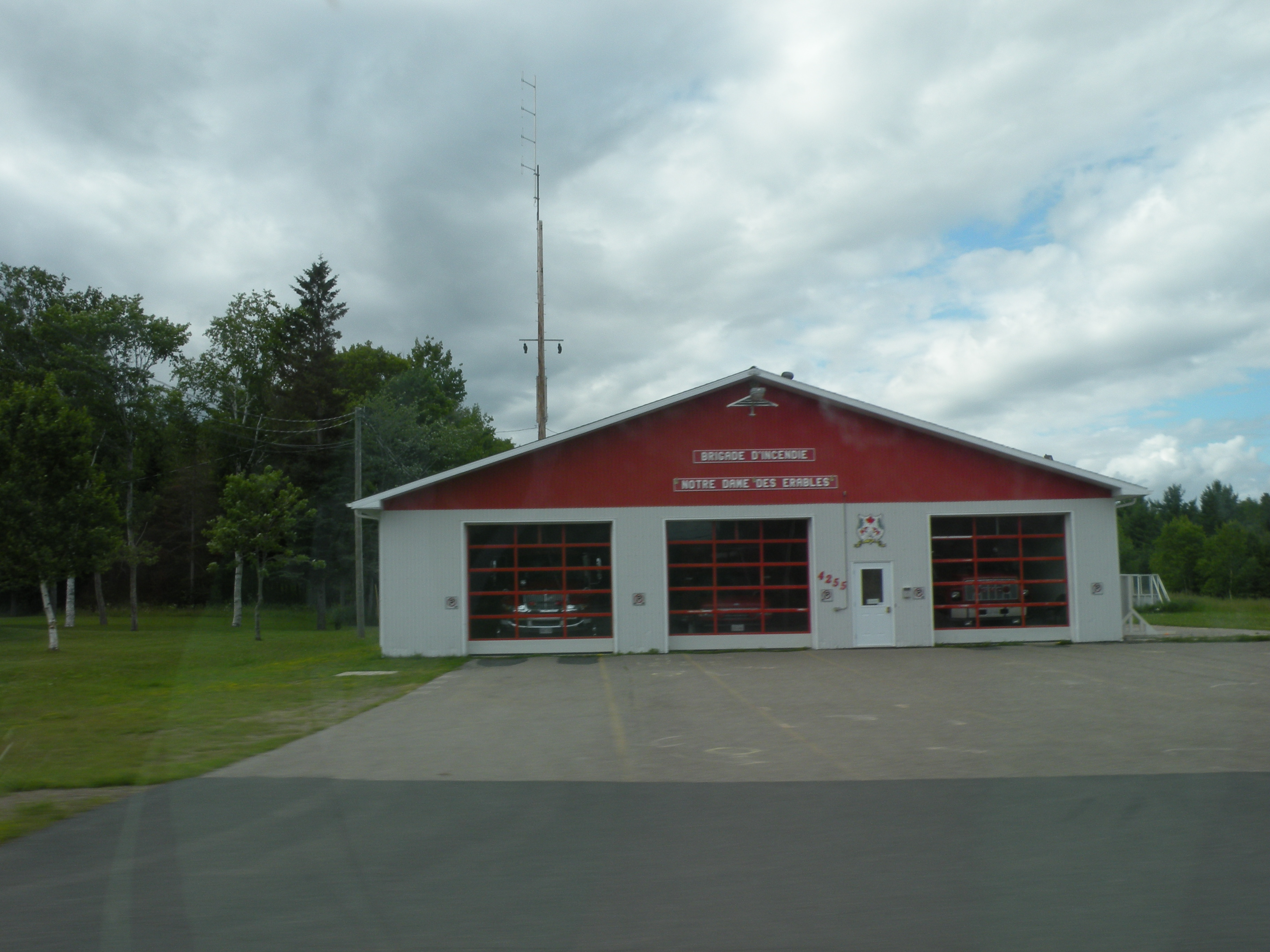
La caserne de pompiers.

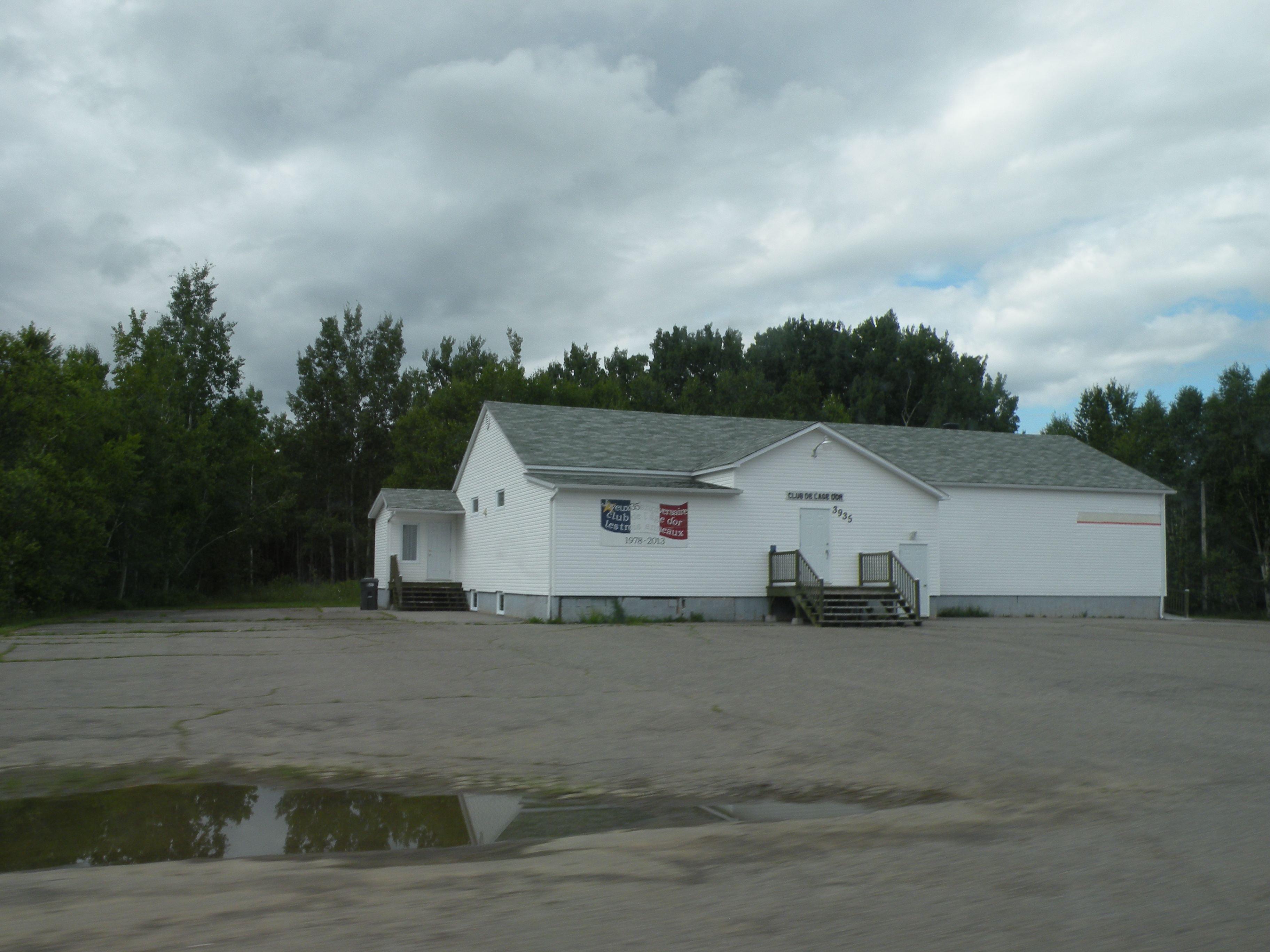
Le club de l'Âge d'Or.

### Éducation
Les élèves francophones bénéficient d'écoles à Paquetville et à Caraquet. La ville de Shippagan compte le CCNB-Péninsule acadienne et un campus de l'Université de Moncton.
Les Anglophones bénéficient d'une école à Janeville mais doivent poursuivre leur éducation à Bathurst de la sixième à la douzième année. Les établissements d'enseignement supérieur anglophones les plus proches sont à Fredericton ou Miramichi.
Il y a une bibliothèque publique à Caraquet. Le bibliobus du Nord fait toutefois un arrêt au village.

### Autres services publics
Le village est desservi par la route 340. La brigade des pompiers volontaires de Notre-Dame-des-Érables dispose d'une caserne au village et de trois camions. Le village offre, lorsque nécessaire, le service de pompiers aux districts de services locaux environnants. Notre-Dame-des-Érables compte un club d'âge d'or. Pourtant, la population est dépendante des localités environnantes, notamment Tracadie-Sheila et Caraquet, pour ses services. Le détachement de la Gendarmerie royale du Canada le plus proche est situé à Caraquet et le bureau de poste le plus proche est à Paquetville. Cette ville dispose également d'un poste d'Ambulance Nouveau-Brunswick et de l'hôpital de l'Enfant-Jésus.
Existant depuis le 20 juillet 1995, la Commission de gestion des déchets solides de la Péninsule acadienne (COGEDES) a son siège social à Caraquet. Les déchets sont transférés au centre de transbordement de Tracadie-Sheila et les matières non recyclables sont ensuite enfouies à Allardville.
Les francophones bénéficient du quotidien L'Acadie nouvelle, publié à Caraquet, ainsi que de l'hebdomadaire L'Étoile, de Dieppe. Les anglophones bénéficient quant à eux du quotidien Telegraph-Journal, publié à Saint-Jean.

## Culture

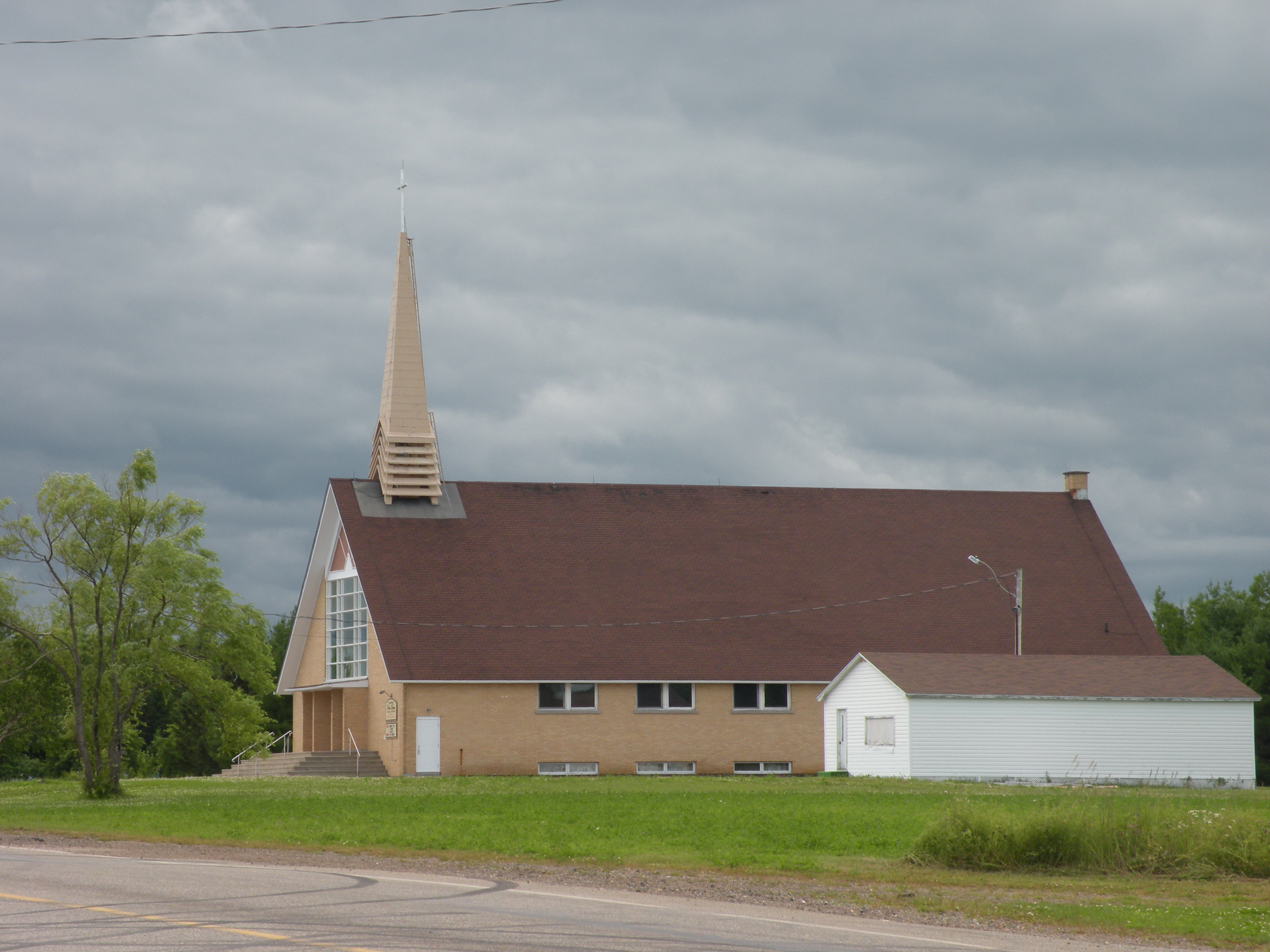
L'église Notre-Dame-des-Érables

### Personnalités
- Denis Landry (1957-), bûcheron, syndicaliste et homme politique, actuel député de Centre-Péninsule—Saint-Sauveur à l'Assemblée législative du Nouveau-Brunswick et ministre des Transports, né à Val-Doucet ;
- Donat Robichaud, musicien.
- Bernard Mallet (Pic-Bois), musicien.

### Architecture et monuments
On retrouve plusieurs exemples de bouchures de lisses, un type de clôture traditionnelle. L'église Notre-Dame-Auxiliatrice fut la première du diocèse de Bathurst à être construite selon les normes du renouveau liturgique. C'est un édifice à façade à pignon ornée d'un vitrail simple et surmontée d'une flèche.

### Religion
Notre-Dame-des-Érables devint à sa fondation en 1939 une mission de la paroisse Saint-Augustin de Paquetville. La première messe fut célébrée le 24 mai 1939. La première chapelle fut construite en 1941, tandis qu'une église à deux étages fut construite en 1946. La paroisse Notre-Dame-des-Érables fut érigée canoniquement le 7 mai 1952. Le presbytère fut construit la même année. La paroisse fut renommée Notre-Dame-Auxiliatrice le 24 mai 1955. L'église fut détruite dans un incendie le 21 décembre 1963 et fut reconstruite l'année suivante.

### Fêtes
Festival du bleuet, au début du mois d'août.